# Богдан (Закарпатская область)
Бо́гдан (укр. Богдан) — село (до 1992 г. — посёлок городского типа) в Раховском районе Закарпатской области Украины. Находится в восточной части Закарпатья на берегах реки Белой Тисы. Административный центр Богданской сельской общины.
Население по переписи 2001 года составляло 3364 человека. Почтовый индекс — 90645. Телефонный код — 3132. Занимает площадь 12,90 км². Код КОАТУУ — 2123681301.

## История
Известен с первой половины XVIII века. В 1935 году был центром одной из крупных стачек лесорубов в Закарпатье (Подкарпатской Руси в составе Чехословакии).
В 1939 году оккупирован войсками хортистской Венгрией. В этот период часть населения эмигрировала в СССР.

## Народные промыслы
Жители давно известны своей резьбой по дереву, вышивкой, ковроделием. Раньше было развито местное «кустарное» производство курительных трубок.

## Спорт
В Богдане в советский период функционировали городские Раховские детско-юношеские спортивные школы, проводились республиканские, всесоюзные соревнования по горнолыжному спорту.

## Галерея
- Еврейское кладбище в селе Богдан
- Вид на Богдан